# Бродстерс
Бродстерс (енгл. Broadstairs) је приобални град у источном делу Кента, удаљен око 130 км од Лондона. Део је грађанске парохије у Енглеској, Бродстерс и Св. Петар, која је 2001. имала популацију од око 24,000.

## Географске одлике
Налази се између две литице. Има седам залива са златним песком а то су(од југа ка западу)Дамптон Геп, Луиза Беј, Викинг Беј, Стоун Беј, Џос Беј, Кингсгејт Беј и Ботан Беј. Изнад Кингсгејт Беја се налаѕи Кингсгејт замак , претходни дом лорда Холанда, сад претворен у станове.
Бродстерс има веома Морска климy.
Град се налази 32 км од Довера и Кентерберија.
Повезан је са Лондоном, железницом Саутистерн.

## Демографија
По попису из 2001. у Бродстерсу је живело 24,700 становника у 10,597 домаћинстава.
Има већи проценат белаца него у осталим деловима Енглеске.
Људи старости од 0 до 5 година чине 5%, од 5 до 15 година чине 14%, од 16 до 19 година чине 5%, од 20 до 44 година чине 26%, од 45 до 64 година чине 27% и преко 64 година чине 24%. На сваких 100 жена има 87.1 мушкараца.

## Економија
Као приобални град, економија је базирана на туризму; има доста хотела и угоститељских објеката на обали и око ње. Иако се смањио број хотела због пораста вредности земљишта, квалитет постојећих објеката се побољшао. У главној улици постоје разне продавнце и услужне радње, и мали број фабрика на ободу града. Повећање порсечне старости је довело до тога да се већи број становнишства бави здравственом и социјалном заштитом. По попису из 2001, 1.8% становништва је боравило у медицинским установама или установама за стара лица.Због релативно великог броја школа, многи људи раде у просвети.

### Запослење
По попису из 2001, становника старости од 16-74 године који су стално запошљени има 34,1%, привремено запошљени 12,8%, приванто запошљени 10,0%, незапошљени 2,9%, запошљени студенти 2,3%, незапошљени студенти 4,1%, пензионисаних 20,0%, хендикепирани или у немогућности да раде 4,9% и 8,9% економску неактивни из других разлога.
По попису из 2001, радници су запошљени 15% у малопродаји, 14% у здраствени и социјалним институцијама, 13% у производњи, 13% у просвети, 10% у продаји некретнина, 8% у грађевини, 7% у службама за саобраћај и комуникације, 6% у администрацији, 5% у угоститељству, 3% у банкарству, 1% у пољопривреди и 5% у осталим службама. у поређењу са државним стандардима, има веома висок број радника у просвети а веома мали број радника у грађевини и банкарству.

### Индустрија и трговина
- Највећа индустријска некретнина је у улици Pyson's Road.
- Место за градњу стамбених зграда је све мање па су цене поседа у Бродстерсу веће од осталог тела округа Танет.
- Бродстерс бележи велики развој са великим шопинг центром ван града, Вествуд Кросом. Привукао је међународне продавце, нови хотел Травелвоџ, фитнес центар и доста ресторана.
- У Бродстерсу има три велика супермаркета: Асда, Сенсбурис, и Теско Екстра.
- Брзи воз до Лондона преко Кентерберија је у употреби од 2009.

## Обележја и знаменита места
- У близини обале постоји биоскоп, "The Palace Cinema", у улици Харбор Стрит.
- Музеј куће Чарлса Дикенса, која се налази на обали, садржи многе предмете везена за његов живот у Бродстерсу.
- Главна плажа , Викинг Беј, има доста кафића и посластичара, које су лети често препуни.
- Плаже Ботан Беј и Џос беј су освојиле Плаву заставу за руралне плаже у 2005. Плажа Викинг Беј је такође освојила 2006.
- Кремптон тауер, кула код железничке станице, је музеј Томаса Кремптона, у коме су изложени његови цртежи, модели, патенти и награде.
- Црква Светог Петра у округу Танет има једно од најдужих црквених дворишта у Енглеској.

## Образовање

### Државне школе
Основне школе 
- St Mildred’s Infant School
- Upton Junior School
- St Peter in Thanet CE Junior School
- St Joseph’s RC Primary School
- Bromstone County Primary School

 Средње школе 
- Dane Court Grammar School
- St Georges C of E Foundation School
- The Charles Dickens School
- Chatham House Grammar School
- Clarendon House Grammar School

### Специјалне школе
- Bradstow School
- Stone Bay School

### Приватне школе
- St Lawrence College, Junior School
- Haddon Dene School
- Wellesley House School
- St Peter's Court School(сад срушена и спојена са школом Wellesley House School)
- St Lawrence College

### Колеџи и универзитети
- East Kent College
- Canterbury Christ Church University

### Школе за стране језике
- Hilderstone College
- Broadstairs English Centre
- Kent School of English